# Liste der Naturschutzgebiete Haitis
Die Naturschutzgebiete Haitis umfassen eine Landfläche von 2.357 km² (8,61 % der Landesfläche) sowie eine Meeres- und Küstenfläche von 1.826 km² (1,47 % der gesamten Meeres- und Küstenfläche). Einigen als Schutzgebiet bezeichneten Flächen fehlt jedoch tatsächlicher gesetzlicher Schutz. Die Gebiete sind im Folgenden nach aufsteigender Fläche gelistet:
| Name                                                                 | Abkürzung | Fläche [ha] | Koordinaten                   | WDPA      | Bild                                                 |
| -------------------------------------------------------------------- | --------- | ----------- | ----------------------------- | --------- | ---------------------------------------------------- |
| Parc National Urbain de Martissant                                   | PNU-MAR   | 12,55       | 18° 31′ 29″ N, 72° 21′ 45″ W  | 555643710 | Bild gesucht BW                                      |
| Grotte Marie Jeanne                                                  |           | 31,00       | 18° 15′ 11″ N, 74° 5′ 41″ W   | 555643723 | Bild gesucht BW                                      |
| Parc National Naturel de Canapé-Vert                                 | PNN-CAN   | 35,17       | 18° 31′ 50″ N, 72° 18′ 17″ W  | 555643712 | Bild gesucht BW                                      |
| Parc National Naturel de Pélerin                                     | PNN-PEL   | 98,27       | Koordinaten fehlen! Hilf mit. | 555643711 | Bild gesucht                                         |
| Parc National Naturel de Grand Bois                                  | PNN-GRA   | 370,15      | 18° 22′ 16″ N, 74° 18′ 5″ W   | 555643721 |                                                      |
| Parc National Naturel des Sourçailles                                | PNN-AIL   | 399,26      | 18° 26′ 14″ N, 72° 17′ 8″ W   | 555720405 | Bild gesucht BW                                      |
| Parc National Naturel Source Zabeth                                  |           | 511,00      | 18° 33′ 28″ N, 72° 6′ 23″ W   | 555720406 | Bild gesucht BW                                      |
| Parc National Naturel Source Royer                                   | PNN-SOR   | 545,88      | 18° 15′ 19″ N, 71° 49′ 52″ W  | 555720403 | Bild gesucht BW                                      |
| Parc National Naturel de Saut d'Eau                                  | PNN-EAU   | 648,07      | 18° 49′ 33″ N, 72° 13′ 21″ W  | 555643714 | ein Wasserfall                                       |
| Parc National Naturel du Fort Royal                                  | PNN-FOR   | 1.648,22    | 18° 26′ 56″ N, 72° 54′ 19″ W  | 555720401 | Bild gesucht BW                                      |
| Parc National Naturel Trois l'Etangs                                 | PNN-TET   | 2.255,44    | 18° 18′ 49″ N, 73° 49′ 13″ W  | 555720404 | Étang Lachaux – einer der drei Seen                  |
| Parc National Naturel des Deux Mamelles                              | PNN-DEM   | 2.264,98    | 18° 26′ 45″ N, 74° 14′ 40″ W  | 555643722 |                                                      |
| Parc National Naturel Historique Citadelle Sans Souci Ramiers        | PNN-CSSR  | 2.528,46    | 19° 35′ 12″ N, 72° 14′ 15″ W  | 199       | Blick von der Zitadelle La Ferrière nach Norden      |
| Parc National Naturel de Grande Colline                              |           | 3.227,41    | 18° 24′ 15″ N, 74° 6′ 10″ W   |           |                                                      |
| Aire protégée Habitat Especes de la Plaine Cahouane                  |           | 5.916,93    | 18° 18′ 54″ N, 74° 18′ 3″ W   | 555643719 | Mangroven im Schutzgebiet Cahouane                   |
| Parc National Naturel Forêt des pins 1                               | PNN-FP-1  | 6.791,35    | 18° 19′ 43″ N, 71° 47′ 12″ W  | 555643715 | Bild gesucht BW                                      |
| Parc National Naturel Étang de Miragoâne                             | PNN-EMI   | 7.400,85    | 18° 24′ 19″ N, 73° 2′ 55″ W   | 555720400 | mit gelb blühenden Schwimmpflanzen zugewachsener See |
| Aire protégée de Ressources naturelles gérées de Jérémie-Abricots    |           | 7.574,53    | 18° 39′ 41″ N, 74° 17′ 52″ W  | 555643709 | Bild gesucht BW                                      |
| Parc National Naturel Lagon des Huîtres                              | PNN-LDH   | 9.642,60    | 18° 12′ 46″ N, 71° 57′ 57″ W  | 555643713 | Bild gesucht BW                                      |
| Parc National Naturel Macaya                                         | PNN-MAC   | 9.901,61    | 18° 22′ 17″ N, 74° 1′ 13″ W   | 7879      |                                                      |
| Parc National Naturel La Visite                                      | PNN-LAV   | 11.434,00   | 18° 19′ 48″ N, 72° 19′ 48″ W  | 7880      |                                                      |
| Parc National Naturel Forêt des pins 2                               | PNN-FP-2  | 14.000,50   | 18° 20′ 4″ N, 71° 58′ 41″ W   | 555643717 | Bild gesucht BW                                      |
| Parc National Naturel Historique des Matheux                         | PNN-MATH  | 20.655,60   | 18° 54′ 23″ N, 72° 29′ 55″ W  | 555643720 | Bild gesucht BW                                      |
| Parc National Naturel du Lac Azueï                                   | PNN-LAZ   | 28.736,10   | 18° 34′ 12″ N, 71° 59′ 24″ W  | 555720402 |                                                      |
| Zone Réservée d'Intérêt Stratégique de Péligre                       |           | 29.289,50   | 18° 53′ 51″ N, 71° 56′ 4″ W   | 13648     | Lac de Péligre                                       |
| Aire protégée des Trois Baies                                        | AP-TB     | 75.405,60   | 19° 43′ 6″ N, 71° 59′ 51″ W   | 555643716 | Bild gesucht BW                                      |
| Aire protégée de ressources naturelles gérées de Port-Salut / Aquin  |           | 87.485,20   | 18° 8′ 31″ N, 73° 37′ 12″ W   | 555643718 | Île à Vache                                          |
| Aire protégée de ressources naturelles gérées de Baradères-Cayemites |           | 87.621,50   | 18° 34′ 12″ N, 73° 46′ 52″ W  | 555643708 | Cayemites                                            |